# Tatjana Georgijewna Lobatsch

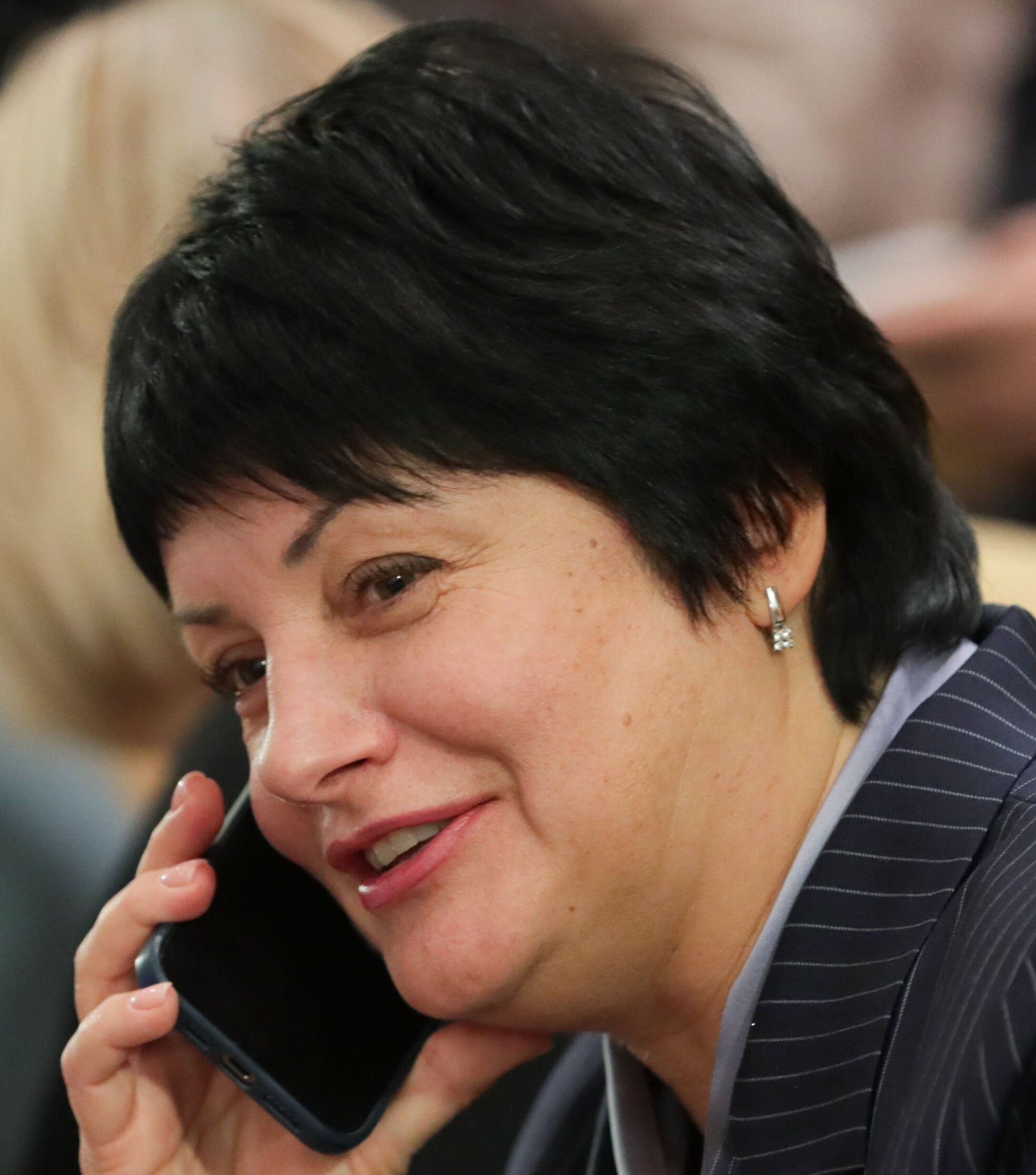
Tatjana Lobatsch (2022)

Tatjana Georgijewna Lobatsch (russisch Татьяна Георгиевна Лобач, ukrainisch Тетяна Георгіївна Лобач Tetjana Heorhijiwna Lobatsch; * 8. Januar 1974 in Chmelnyzkyj, Ukrainische SSR) ist eine russische Politikerin. Seit 2021 ist sie Abgeordnete der Duma.

## Leben
Lobatsch schloss 1996 ihr Geografiestudium an der Staatlichen Jurij-Fedkowytsch-Universität Czernowitz ab. Im Jahr 2006 machte sie einen Abschluss zur Wirtschaftsmanagerin in Organisationsmanagement an der Staatlichen Universität Ternopil. Im Februar 2016 schloss sie ein weiteres Studium in Staats- und Kommunalverwaltung an der Russischen Akademie für Volkswirtschaft und Öffentlichen Dienst beim Präsidenten der Russischen Föderation ab.

## Politik
Von 2001 bis März 2014 war Lobatsch Mitglied der Partei der Regionen. Sie war Abgeordnete im Rat des Rajons Balaklawa und von 2011 bis 2014 dessen Vorsitzende.
Bei der Wahl der Legislativversammlung 2014 wurde Lobatsch über die Liste von Einiges Russland zur Abgeordneten der Legislativversammlung der Stadt Sewastopol gewählt. Bei der Wahl der Legislativversammlung 2019 wurde sie als Einzelbewerberin im Wahlkreis 1 gewählt. Dennoch wurde sie Mitglied der Fraktion Einiges Russland und war deren Vorsitzende. Sie war ab dem 14. September 2019 stellvertretende Vorsitzende der Legislativversammlung und gehörte dieser bis zum 28. September 2021 an.
Bei der Parlamentswahl in Russland 2021 war sie die Kandidatin von Einiges Russland im Wahlkreis Sewastopol (Nr. 219). Sie wurde zur Abgeordneten der Duma der VIII. Einberufung gewählt.
Sie steht auf diversen Sanktionslisten.